# История провинции Цзянсу
История провинции Цзянсу — цепь важнейших событий от доисторической эпохи до нового времени, происходивших на территории современной китайской провинции Цзянсу.

## Доисторическая и ранняя историческая эпоха
В эпоху древнейших китайских государств — Ся и Шан — территория Цзянсу не входила в сферу китайской цивилизации, а была заселена народностью Хуай И (хотя Гаою некоторые легенды и считают местом рождения легендарного императора Яо). Но уже в эпоху Чжоу (XI—III вв. до н. э.) здесь возникает царство У с центром в городе Гусу (ныне Сучжоу). К этому времени относятся обнаруженные в регионе Нанкин-Чжэньцзян археологические находки археологической культуры Хушу.
К концу периода «Вёсен и осеней» (770—475 года до н. э.) У представляло собой уже достаточно сильную державу, которая при царе Хэлу была способна нанести поражение Ци (484 год до н. э.), сильному государству в области сегодняшней провинции Шаньдун. Амбициям У по установлению гегемонии над всеми прочими китайскими государствами не суждено было осуществиться. В 473 году до н. э. оно было завоёвано южным княжеством Юэ, которое, в свою очередь, было покорено царством Чу. Чуский период был отмечен для данного региона значительным взлётом культуры, на месте сегодняшнего Нанкина был основан город Цзиньлин. В 221 году до н. э. Чу, вместе с другими китайскими государствами вошло в состав единой империи Цинь.

## Время первых централизованных империй
После смерти в 209 году до н.э. императора Цинь Шихуана созданная им империя начала разваливаться, и в этих местах полководец Сян Юй провозгласил восстановление государства Чу, центром которого стал Сюйи. Впоследствии Сян Юй проиграл борьбу Лю Бану (родившемуся на территории современного уезда Фэнсянь), который основал империю Хань.
Лю Бан выделил в этих местах удел своему племяннику Лю Пи. После смерти Лю Бана Лю Пи вместе с шестью другими князьями поднял восстание, пытаясь превратить империю в коалицию княжеств, но восстание было подавлена, а власть удельных князей была после этого значительно уменьшена. Земли современной провинции Цзянсу во времена империи Хань входили в состав двух провинций: Сюйчжоу (徐州) на севере и Янчжоу (扬州) на юге.

## Раннее Средневековье
Несмотря на то, что южная Цзянсу являлась центром государства У в эпоху Троецарствия (220—280), а Нанкин его столицей, действительно решающее значение этот регион получил только после того, как вторжение северных варваров вынудило аристократию бежать на Юг. В 317 году в Цзянькане (Нанкине) была провозглашена империя Восточная Цзинь. До 581 года Нанкин оставался оплотом четырёх государств этнических ханьцев, противостоящих варварским (но быстро китаизирующимся) государствам северного Китая. Одновременно северная часть Цзянсу служила своего рода буфером между северными и южными государствами, отходя поочерёдно то к тем, то к другим.

## Суй, Тан и эпоха Пяти династий
В 589 году империя Суй уничтожила империю Чэнь, вновь объединив китайские земли в составе единого государства. Для соединения южных и северных регионов удобным транспортным путём новыми властями был построен Великий канал. Смена империи Суй империей Тан нанесла сильный ущерб этому региону из-за интенсивных боевых действий. Во времена империи Тан начался бурный рост Янчжоу как важного торгового центра и перевалочного пункта.
Во времена империи Тан территория современной провинции Цзянсу делилась на 8 административных регионов, которые в разное время назывались то «округами» (цзюнь), то «областями» (чжоу). После распада империи наступила эпоха пяти династий и десяти царств, и эти земли опять стали зоной противоборства различных государственных образований. В 976 году эта территория окончательно вошла в состав объединившей страну империи Сун.

## Империи Сун, Ляо, Цзинь и Юань
В составе империи Сун опять начался экономический расцвет региона. Опять расцвёл Янчжоу, а Сучжоу стал одним из важнейших в Китае центров производства шёлка.
В 1127 году север страны вновь оказался оккупирован кочевниками — на этот раз чжурчжэнями. Центр страны вновь перемещается к устью Янцзы, пока и эту часть Поднебесной не захватывают монголы. Власти монгольской империи Юань разделили страну на крупные регионы, управляемые син-чжуншушэнами; северная часть современной провинции Цзянсу оказалась под управлением Хэнань-Цзянбэйского син-чжуншушэна, а южная — Цзянчжэского син-чжуншушэна.

## Империя Мин
В 1368 году Чжу Юаньчжан провозгласил в Нанкине основание империи Мин. Управы и области на территориях современных провинций Цзянсу и Аньхой стали подчиняться напрямую правительству империи, и поэтому этот регион стал назваться «Непосредственно управляемой областью» (Чжили). В 1421 году сын Чжу Юаньчжана Чжу Ди перенёс столицу из Нанкина в Пекин, и земли вокруг Пекина также стали непосредственно управляемой областью; чтобы различать два региона, прежнюю непосредственно управляемую область стали называть «Южной непосредственно управляемой областью» (Нань чжили).

## Империя Цин
В 1644 году началось маньчжурское завоевание Китая. Форсировав Янцзы и присоединив эти земли к империи Цин, маньчжуры лишили их статуса непосредственно подчинённых правительству, и Южная непосредственно управляемая область империи Мин стала провинцией Цзяннань («Южное Заречье») империи Цин.
Во времена империи Мин провинциями управляли чиновники в должности бучжэнши (布政使). Маньчжуры поначалу сохранили эту практику, и поэтому поначалу была учреждена должность Цзяннаньского бучжэнши. В 1661 году административный аппарат было решено разделить, и вместо одного Цзяннаньского бучжэнши появились Левый Цзяннаньский бучжэнши (разместившийся в Цзяннине) и Правый Цзяннаньский бучжэнши (разместившийся в Сучжоу); Правому Цзяннаньскому бучжэнши были подчинены Цзяннинская, Чжэньцзянская, Сучжоуская, Сунцзянская и Чанчжоуская управы (то есть, фактически, весь район устья Янцзы), Левому Цзяннаньскому бучжэнши — все остальные. В 1666 году в подчинение аппарату Левого Цзяннаньского бучжэнши были переведены также Хуайаньская и Сюйчжоуская управы. В 1667 году должности были переименованы: в связи с тем, что Левому бучжэнши подчинялись Аньцинская и Хойчжоуская управы, эту должность стали называть Аньхойским бучжэнши; в связи с тем, что Правому бучжэнши подчинялись Цзяннинская и Сучжоуская управы, эту должность стали называть Цзянсуским бучжэнши. При этом и тот, и другой бучжэнши по-прежнему считались частью административного аппарата провинции Цзяннань, и аппарат Аньхойского бучжэнши по-прежнему размещался на территории Цзяннинской управы, которая подчинялась Цзянсускому бучжэнши. В 1760 году аппарат Аньхойского бучжэнши переехал в Аньцинскую управу, а аппарат Цзянсуского бучжэнши был разделён вновь: появились Цзяннинский бучжэнши (разместившийся на освободившемся месте в Цзянинской управе) и Цзянсуский бучжэнши (оставшийся в Сучжоу).
Ещё во времена империи Мин существовала такая чиновничья должность, как сюньфу (巡抚). Однако если во времена империи Мин это был инспектор, время от времени посылаемый Двором, то маньчжуры сделали сюньфу постоянной должностью провинциального аппарата. При Цзяннаньском бучжэнши изначально было три сюньфу — Цзяннинский, Фэнлуский и Цаоцзянский. В 1649 году должность Фэнлуского сюньфу была упразднена, и после раздела аппарата бучжэнши в 1666 году в подчинении у каждого бучжэнши оказалось по одному сюньфу; в 1686 году Цзяннинский сюньфу был переименован в Цзянсуского сюньфу. Со временем происходила постепенная передача функций из аппарата бучжэнши в аппарат сюньфу, и в результате постепенно именно сюньфу стал управлять делами всей провинции из Сучжоу.
Помимо сюньфу и бучжэнши, в регионе действовал и ряд других административных структур со своим аппаратом и зонами ответственности: к примеру, Нанкин был резиденцией Лянцзянского наместника (两江总督), заведовавшего военными вопросами на территориях провинций Цзянсу, Аньхой и Цзянси, в Нанкине же находились структуры, заведовавшие государственными экзаменами на чиновничьи должности в провинциях Цзянсу и Аньхой, в Цинцзянпу размещался аппарат Наместника южных рек (南河总督), заведовавший всеми делами, связанными с водными путями сообщения в этом регионе, а в Янчжоу размещался аппарат ответственного за транспортировку добываемой на морском побережье соли.
В плане административного деления в состав провинции Цзянсу входили 8 управ, 3 непосредственно управляемые области и 1 непосредственно управляемый комиссариат.
В 1840—1850-х годах юг Цзянсу потрясло восстание Тайпинов под предводительством Хун Сюцюаня, который в 1853 году после захвата Нанкина объявил его «Небесной Столицей» (Тяньцзин) Государства Тайпинов, каковой он оставался до разгрома повстанцев в 1864-м. Миллионы людей в южном Китае — в том числе и в Цзянсу — были убиты в ходе восстания.

## Период Китайской Республики
В 1911 году во время Синьхайской революции 3 ноября Шанхай объявил о неподчинении имперским властям, а 5 ноября цзянсуский сюньфу Чэн Дэцюань провозгласил себя в Сучжоу независимым правителем и ввёл в Цзянсу военное управление. 2 декабря Чжэцзянская объединённая армия взяла Нанкин, и военное правительство провинции Цзянсу переехало туда.
1 января 1912 года в Нанкине было образовано Временное правительство Китайской Республики, провозгласившее президентом Сунь Ятсена, а военным министром — Хуан Сина. Новое правительство упразднило управы и области, а комиссариаты сделало обычными уездами. Однако, ради избежания гражданской войны, революционерам пришлось согласиться на то, чтобы президентом страны стал устраивающий уходящие имперские власти Юань Шикай. Юань Шикай стал вести дело к установлению режима единоличной власти, в результате чего в 1913 году разразилась «Вторая революция». Однако это выступление было жестоко подавлено: 2 сентября войска Чжан Сюня взяли Нанкин, учинив там грабежи и поджоги.
После смерти Юань Шикая наступил период, известный в китайской истории как «эра милитаристов». Цзянсу много раз переходила из рук в руки, пока в апреле 1927-го не была занята Гоминьданом под предводительством Чан Кайши, который вновь сделал Нанкин столицей. Гоминьдановское правительство 29 марта 1927 года официально выделило Шанхай из состава провинции Цзянсу в отдельную административную единицу.

## Военное десятилетие
Во время Японо-китайской войны Цзянсу была оккупирована японскими войсками. Захватив в декабре 1937 года Нанкин, японцы провели там операцию по массовому уничтожению мирного населения и военнопленных, ставшую известной как «Нанкинская резня». В её ходе погибло, по разным оценкам, от 200 до 300 тысяч человек. 28 марта 1938 года в Нанкине японцами было создано Реформированное правительство Китайской республики во главе с Лян Хунчжи, который ранее был одним из лидеров «аньхойской клики». 3 мая 1938 года власть Реформированного правительства признал Су Сивэнь, возглавлявший прояпонское марионеточное Правительство «Большого пути» города Шанхай. 30 марта 1940 года Реформированное правительство Китайской республики было слито с «Временным правительством Китайской республики» в прояпонское марионеточное правительство Китайской республики во главе с Ван Цзинвэем. В 1944 году северная часть провинции Цзянсу была выделена марионеточными властями в отдельную провинцию Хуайхай (административный центр — Сюйчжоу).
Сельские районы провинции Цзянсу стали во время войны базой для созданной китайскими коммунистами Новой 4-я армия, штаб которой разместился в Яньчэне. После капитуляции Японии китайскими коммунистами было образовано народное правительство пограничного района Цзянсу-Аньхой, разместившееся в Цинцзянпу. Вскоре после этого вернувшееся из Чунцина в Нанкин гоминьдановское правительство развернуло полномасшабную гражданскую войну. С июля 1946 года развернулись бои в центральной части Цзянсу, а к концу 1946 года войска коммунистов были вытеснены из провинции на север.
После того, как во второй половине 1948 года гоминьдановские силы в Северо-Восточном Китае оказались уничтожены в результате Ляошэньского сражения, гоминьдановское правительство стало перебрасывать войска в район Сюйчжоу, дабы преградить коммунистам путь на юг. В конце 1948 года в южной части провинции Шаньдун и северных частях провинций Аньхой и Цзянсу развернулось огромное Хуайхайское сражение, итогом которого стало сокрушительное поражение гоминьдановской армии. Развернув наступление, войска коммунистов вышли на северный берег Янцзы.
Пытаясь выиграть время для перегруппировки и укрепления войск в Южном Китае, Чан Кайши в новогодней речи 1949 года сделал официальное предложение компартии о мирных переговорах. В целях разоблачения новых манёвров Гоминьдана руководство компартии сочло целесообразным принять это предложение. Чан Кайши передал пост президента Китайской республики Ли Цзунжэню, а сам уехал на родину в провинцию Чжэцзян, продолжая руководить армией и гоминьданом из-за кулис. Делегация Гоминьдана подписала в Бэйпине мирное соглашение на основе предложенных коммунистами восьми пунктов, но нанкинское правительство не утвердило этот документ.
В апреле 1949 года руководство коммунистов направило нанкинскому правительству условия мирного соглашения. После того, как до 20 апреля ответа на них не последовало, войска трёх полевых армий перешли в наступление и приступили к форсированию Янцзы. За одни сутки под артиллерийским и миномётным огнём, под ударами с воздуха на южный берег широчайшей реки Китая было переброшено 830 тысяч бойцов с вооружением, боезапасом и снаряжением. 23 апреля 1949 года Ли Цзунжэнь и Хэ Инцинь оставили Нанкин и вылетели в Гуанчжоу, а Чан Кайши вылетел на Тайвань.

## В составе КНР
Для управления занятыми в результате военных действий территориями провинции Цзянсу коммунистами были созданы Специальный административный район Субэй (苏北行政区), власти которого разместились в Тайчжоу, и Специальный административный район Сунань (苏南行政区), власти которого разместились в Уси. После образования КНР район Юньтай и города Ляньюнь и Синьхай были объединены в ноябре 1949 года в город Синьхайлянь, который вошёл в состав провинции Шаньдун; также в состав Шаньдуна был передан и Сюйчжоу.
В 1953 году Специальные административные районы Субэй и Сунань были вновь объединены в провинцию Цзянсу, в состав которой были возвращены Синьхайлянь и Сюйчжоу. В 1954 году ради улучшения администрирования района озера Хунцзэху был произведён обмен территориями с провинцией Аньхой: в состав провинции Цзянсу вошли уезды Сыхун и Сюйи, а в состав провинции Аньхой были переданы уезды Сяосянь и Даншань.
Как и в остальной части страны, в провинции Цзянсу было введено деление на «специальные районы» (专区), объединявшие около десятка уездов каждый. В связи с высокой плотностью населения в устье Янцзы, уезды (особенно поначалу) часто передавались из одних специальных районов в другие, специальные районы сливались между собой, переименовывались, присоединялись к другим и выделялись вновь. В 1958 году был расформирован Специальный район Сунцзян, а входившие в его состав административные единицы были переданы под юрисдикцию города центрального подчинения Шанхай.
В конце 1960-х годов специальные районы были переименованы в «округа» (地区). Начиная с 1980-х годов округа и города, являвшиеся местами размещения их властей, стали объединяться в «городские округа»; также в связи с усилением урбанизации многие уезды стали переквалифицироваться в «городские уезды», а те, сливаясь с близлежащими крупными центрами, переходили в разряд «районов городского подчинения».